# Piero Campolonghi
Piero Campolonghi (Piacenza, 23 aprile 1914 – Piacenza, 7 marzo 2002) è stato un baritono italiano.

## Biografia
Studiò canto a Milano con il maestro Enrico Pessina e debuttò il 6 gennaio 1939 al Teatro Duse di Bergamo nel ruolo di Gérard in Andrea Chénier.
Si esibì nei più importanti teatri italiani, in particolare ripetutamente alla Scala, e frequentemente in America Latina. Fondamentale fu la stagione 1952, quando cantò a Città del Messico a fianco di Maria Callas e Giuseppe Di Stefano in Rigoletto, La traviata, Lucia di Lammermoor, I puritani e Tosca, ottenendo grandi successi che sono testimoniati da registrazioni dal vivo di valore storico.
Cantò con i più grandi artisti dell'epoca, tra cui Beniamino Gigli, Tito Schipa, Giacomo Lauri-Volpi, Mafalda Favero, Renata Tebaldi, Giulietta Simionato, Cesare Siepi, Anna Moffo. Ebbe in repertorio circa cinquanta opere; i ruoli preferiti furono Rigoletto, Scarpia e Germont, nei quali ottenne significativi consensi anche di critica.
Negli  anni sessanta fu attivo in opere di compositori contemporanei. Ebbe inoltre una parentesi come tenore, interpretando Otello, Aida, Norma, Carmen e Turandot. L'ultima apparizione sulle scene fu nel 1975 nel ruolo di Scarpia.

## Repertorio
- Gioachino Rossini
  - Il barbiere di Siviglia (Figaro)
- Vincenzo Bellini
  - I puritani (Riccardo)
- Gaetano Donizetti
  - Lucia di Lammermoor (Lord Enrico)
- Giuseppe Verdi
  - Rigoletto (Rigoletto)
  - Otello (Jago)
  - La traviata (Giorgio Germont)
  - Il trovatore (Il conte di Luna)
  - Aida (Amonasro)
  - La forza del destino (Don Carlo di Vargas)
- Georges Bizet
  - Carmen (Escamillo)
- Charles Gounod
  - Faust (Valentine)
- Jules Massenet
  - Werther (Alberto)
- Camille Saint-Saëns
  - Sansone e Dalila (Il sommo sacerdote)
- Alfredo Catalani
  - Loreley (Herrmann)
- Giacomo Puccini
  - La bohème (Marcello)
  - Tosca (Scarpia)
  - Madama Butterfly (Sharpless)
- Pietro Mascagni
  - Cavalleria rusticana (Alfio)
- Ruggero Leoncavallo
  - Pagliacci (Tonio)
- Umberto Giordano
  - Andrea Chénier (Gérard)
- Franco Alfano
  - Resurrezione (Simonson)
- Renzo Bianchi
  - Gli Incatenati (Il padre)
- Igino Robbiani
  - Romanticismo (Rienz)
- Enrico Salines
  - Paganetta

## Discografia

### Incisioni in studio
- Giacomo Puccini, Tosca: Vassilka Petrova, Eddy Ruhl, Piero Campolonghi, direttore Emidio Tieri - Remington 1951
- Pietro Mascagni, Cavalleria rusticana: Teresa Apolai, Antonio Spruzzola, Piero Campolonghi, P. Geri, direttore George Sebastian - Remington 1954

### Registrazioni dal vivo
- Vincenzo Bellini, I puritani, Città del Messico 29 maggio 1952: Maria Callas, Giuseppe Di Stefano, Piero Campolonghi, Roberto Silva, direttore Guido Picco. Orchestra e coro del Palacio de Bellas Artes ed. Melodram/Archipel/IDIS
- Giuseppe Verdi, La traviata, Città del Messico 3 giugno 1952: Maria Callas, Giuseppe Di Stefano, Piero Campolonghi, direttore Umberto Mugnai. Orchestra e coro del Palacio de Bellas Artes ed. Melodram/Rodolphe/Opera D'Oro
- Gaetano Donizetti, Lucia di Lammermoor, Città del Messico 10 giugno 1952: Maria Callas, Giuseppe Di Stefano, Piero Campolonghi, Roberto Silva, Carlo del Monte, direttore Guido Picco. Orchestra e coro del Palacio de Bellas Artes ed. Myto
- Giuseppe Verdi, Rigoletto, Città del Messico 17 giugno 1952: Piero Campolonghi, Maria Callas, Giuseppe Di Stefano, Ignacio Ruffino, Maria Teresa Garcia, direttore Guido Picco. Orchestra e coro del Palacio de Bellas Artes ed. Melodram/Archipel(Urania
- Giacomo Puccini, Tosca, Città del Messico 1º luglio 1952: Maria Callas, Giuseppe Di Stefano, Piero Campolonghi, direttore Guido Picco. Orchestra e coro del Palacio de Bellas Artes ed. Melodram/Archipel/Opera D'Oro
- Jules Massenet, Werther (in ital.), Città del Messico 15 luglio 1952: Giuseppe Di Stefano, Oralia Domínguez, Piero Campolonghi, Eugenia Roccabruna, direttore Guido Picco. Orchestra e coro del Palacio de Bellas Artes ed. Melodram/Lyric Distribution